# Другий Кубанський похід
Другий Кубанський похід (9 (22) червня — 7 (20) листопада 1918) — похід Добровольчої армії з метою ліквідації радянської влади в Кубанській області, Чорномор'ї та на Північному Кавказі.

## Військово-політична ситуація у регіоні
На час закінчення Першого Кубанського походу та зосередження Добровольчої армії в станиці Єгорлицькій весь південь Росії був окупований німецькою армією, включаючи Ростов-на-Дону, який червоні війська здали 1-му німецькому експедиційному корпусу без бою і де тепер розташовувався штаб цього німецького корпусу. У Києві було розігнано Центральну Раду, а замість неї керманичем країни став гетьман Павло Скоропадський, який проголосив створення Української держави. У Криму Німеччина за погодженням із Туреччиною поставила генерала Сулеймана Сулькевича.
На Дону проти більшовиків, які відзначили свою перемогу над козаками в лютому 1918 року поряд каральних експедицій і розстрілів, почалося козацьке повстання, в результаті якого радянська влада була повалена козаками в цілій низці великих станиць (Кагальницька, Мечетинська, Єгорлицька, і тд. У Новочеркаську військовим отаманом був обраний генерал від кавалерії Петро Краснов, який, з Скоропадським і Сулькевичем, прийняв «німецьку орієнтацію».
На Північному Кавказі утворилася ціла низка «радянських» республік, подібно до таких же по сусідству, як Донська або Донецько-Криворізька. Це Кубанська, Чорноморська, Ставропольська, Терська республіки у складі РРФСР. З багатьох республік Північного Кавказу домінувала Кубано-Чорноморська Радянська  Республіка, що утворилася в результаті злиття (30 травня 1918 року) Кубанської та Чорноморської республік. Нею керував Ян Полуян (голова РНК). В умовах початку Другого Кубанського походу Добровольчої армії, 1-й з'їзд Рад Північного Кавказу (5-7 липня 1918) ухвалив об'єднати Кубано-Чорноморську, Терську і Ставропольську радянські республіки в єдину Північно-Кавказьку радянську республіку в складі РСФСР.
У Новоросійськ із Криму передислокувався червоний Чорноморський флот. На Кавказі діяли численні загони Івана Сорокіна та Олексія Автономова, що тероризували козацьке населення, а також містян, насамперед Катеринодара.
Значних організованих протибільшовицьких сил у регіоні, крім Добровольчої армії, не було. Проте кубанське та терське козацтво було готовим надати свою підтримку силам, які готувалися виступити проти радянської влади.
Для ухвалення рішення про спрямування походу Денікін зібрав 28 травня 1918 року в станиці Маничській наради за участю генералів Петра Краснова, Михайла Алексєєва, Олександра Філімонова (Кубанський отаман), Африкана Богаєвського та ін. Краснов пропонував Денікіну та Алексєєву наступати на Царицин, де «є гармати, снаряди і гроші, де настрій Саратовської губернії ворожий більшовикам». Потім Царицин мав стати базою для наступу Добровольчої армії в Середнє Поволжя, у чому донський отаман обіцяв сприяння німців. Командування добровольців відкинуло пропозицію Краснова, оскільки взагалі не вважало морально прийнятним союз з Німеччиною, крім того, небезпідставно сумнівалося в щирості німців саме в даному випадку, враховуючи їхні зв'язки з більшовиками.
Важливою обставиною було й те, що половину особового складу армії складали кубанські козаки, які приєдналися до добровольців, сподіваючись, що ті звільнять спочатку їхній край, а потім уже решту Росії. Та й взагалі, Північний Кавказ представлявся надійнішою базою, ніж Поволжя, політичні симпатії якого були невідомі.
За словами Денікіна, «стратегічний план операції полягав у наступному: оволодіти Торговою, перервавши там залізничне сполучення Північного Кавказу з Центральною Росією; прикривши потім себе з боку Царицина, повернути Тихорецьку. Після оволодіння цим важливим вузлом північнокавказьких доріг, забезпечивши операцію з півночі та півдня захопленням Кущівки та Кавказької, продовжувати рух на Катеринодар для оволодіння цим військовим та політичним центром області та всього Північного Кавказу».

## Підсумки
У ході Другого Кубанського походу були зайняті Кубанська область, Чорномор'я та більша частина Ставропольської губернії.
Основні сили більшовиків на Північному Кавказі були розгромлені в боях під Армавіром і в Ставропольській битві, однак, перемога була досягнута крайньою напругою сил і ціною величезних для невеликої по чисельності Добровольчої армії втрат. За час походу деякі частини тричі змінювали свій склад. Наступ білих істотно сповільнювався через крайню нестачу боєприпасів. Постачання здійснювалася частково за допомогою отамана Краснова, який передавав Денікіну до третини отриманого ним від німців, а здебільшого — за рахунок взятих в бою трофеїв. У більшовиків, у чиїх руках були тилові склади колишнього Кавказького фронту, становище було незрівнянно кращим.
Опір червоних, особливо їхньої боєздатної сили — Таманської армії — виявився несподівано завзятим. Навіть після серії важких поразок ці частини не розбігалися та не складали зброї. У мемуарах Денікіна, Врангеля та інших білих командирів виразно вимальовується здивування: їм було незрозуміло, за що ці люди борються з такою люттю і нелюдською жорстокістю.
Тут відзначилася командна верхівка Північно-Кавказької Червоної Армії. Більшовицькі командири Сорокін та Матвєєв проявили себе як найзавзятіші та найжорсткіші воєначальники.
У Денікіна не залишилося сил для довершення розгрому червоних військ, тому більшовики, оговтавшись і наростивши чисельність своєї армії до 80 тис. чоловік, у грудні — січні ще не раз намагалися перейти у контрнаступ. В результаті важкі бої за визволення Північного Кавказу тривали до кінця січня 1919 року, коли залишки розбитої Врангелем і Покровським Таманської армії загинули при відступі через безводні степи Астраханського тракту або насмерть замерзли в ешелонах на станціях.